# Torre de la Badia de Saint Paul

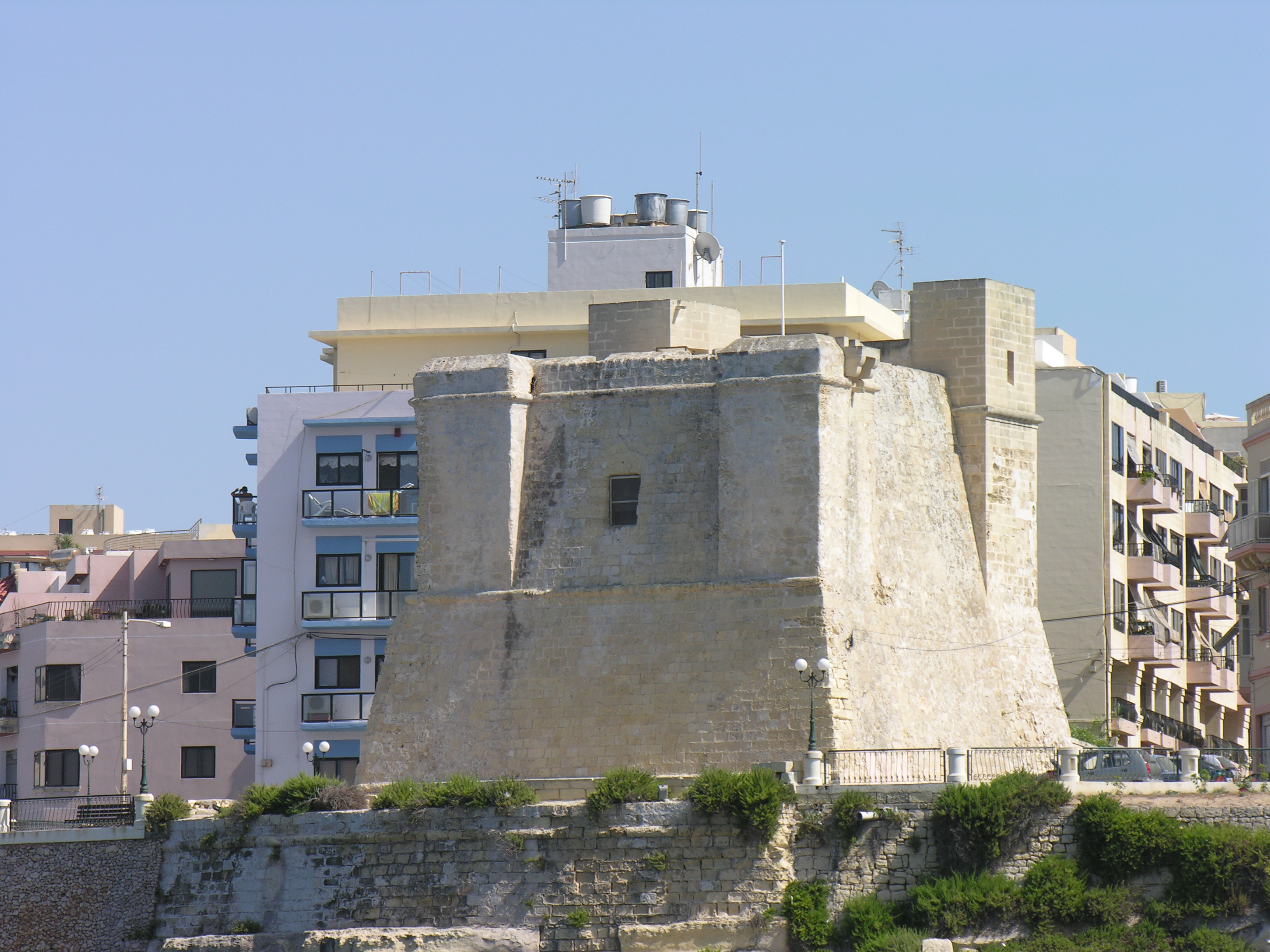
Torre de la Badia de Saint Paul

La Torre de la Badia de Sant Paul és una fortificació de l'illa de Malta que vigila tota la Badia de San Pawl il-Baħar, construïda el 1610. Es tracta d'una de les Torres Wignacourt perquè va ser promoguda pel Gran Mestre de l'Orde de Sant Joan de Jerusalem Alof de Wignacourt, que fins i tot va posar diners de la seva fortuna personal per tal que es fes la torre.
Es tracta de les torres precursores a les Torres Lascaris i a les Torres de Redín.